# Kaori Tsuji
Pour les articles homonymes, voir Tsuji.
Kaori Tsuji (辻 香緒里, Tsuji Kaori), née le 5 février 1974 à Tsuchiura, est une actrice japonaise.

## Biographie
Née à Tokyo, elle commence sa carrière en tant que mannequin à Paris, et elle a été remarquée lors de son premier rôle dans Stupeurs et Tremblements d'Alain Corneau, un rôle de supérieure directe et bourreau de l'héroïne. La « froide perfection de ses traits » s'oppose au visage du personnage d'Amélie joué par Sylvie Testud.

## Filmographie

### Comme actrice
- 2002 : Stupeur et Tremblements d'Alain Corneau : Fubuki
- 2005 : Carmen de Jean-Pierre Limosin
- 2006 : Fauteuils d'orchestre de Danièle Thompson
- 2006 : David Nolande (série télévisée - épisode 4)
- 2009 : Elephant Love
- 2014 : Compact Crime de Michio Endo
- 2014 : Visite à Hokusai, documentaire de Jean-Pierre Limosin

### Comme réalisatrice
- 2014 : Mustache[3] (court métrage)
- 2014 : Messiah[4] (court métrage)